# Plaza 9 de Julio (Salta)
La plaza 9 de Julio es una plaza pública de la ciudad de Salta, ubicada en el noroeste de Argentina. La plaza lleva el nombre de 9 de Julio en conmemoración al día de la independencia argentina y es el sitio fundacional de la ciudad.
Es el centro político, social y comercial de la ciudad de Salta y se encuentra rodeada por las calles Mitre, España, Zuviría y Caseros. En su entorno se encuentran varios de los principales monumentos y puntos de interés: el Cabildo de Salta, la Catedral de Salta, el MAAM, el Centro Cultural América y el Teatro Provincial.
Una particularidad que la distingue entre otras plazas argentinas es que la recova que la rodea en casi su totalidad se mantiene prácticamente  intacta. Su conservación y la del casco histórico de los alrededores se deben a más de veinte resoluciones decretadas en su mayoría a lo largo de la década de 1990. La plaza cuenta con más de 250 ejemplares de distintas especies arbóreas y con más de 7000 plantines de flores enanas.

## Historia

### Orígenes

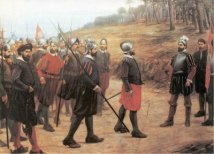
Fundación de Salta.

Según las Ordenanzas de Descubrimiento y Población que en 1573 Felipe II promulgó estableciendo como debían ser las ciudades, calles y plazas americanas; el perímetro de la Plaza Mayor debía ser rectangular con un largo de una vez y media su ancho. Así fue, cuando el 16 de abril de 1582 el explorador español Hernando de Lerma descendió desde la ciudad de Lima hasta los Valles Calchaquíes para fundar la actual Salta, ya que destinó un solar del tamaño actual de la entonces Plaza Mayor o Plaza Grande.
Desde su fundación hasta mediados del siglo XIX, la plaza tuvo un aspecto muy diferente al actual. Era una plaza seca y vacía, que funcionaba como establo y cochera de los funcionarios del cabildo y de otros edificios del entorno. Allí se ejecutaba a los criminales y se leían los decretos y demás ordenanzas reales. Con el paso del tiempo, se fue transformando en un parque arbolado con ejemplares de flora autóctona y exótica.

### La plaza en la segunda mitad delsigloXIXy principios delXX
El paseo de la plaza fue alumbrado en 1871 con faroles a kerosén. A finales del siglo XIX, la intendencia plantó diferentes árboles frutales, jazmínes, nardos, rosas, lirios, ceibos y molles entre otras plantas, y colocó una pirámide escalonada con ornamentos góticos en el centro que recordaba la revolución de Uriburu. En 1910 el intendente Agustín Usandivaras decretó la instalación de una fuente de agua en el extremo sur de la plaza y de esculturas de bronce, que fueron diseminadas por todo el parque y que eran de origen francés.
En 1918 se proyectó para el centenario de la muerte de Juan Antonio de Arenales un monumento que remplazaría a la pirámide escalonada en el centro de la plaza y que el que se mantiene hasta hoy en día.

### Usos y sucesos

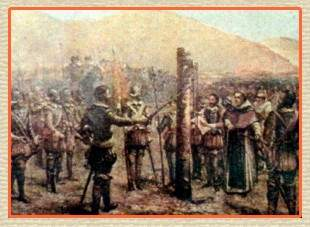
Fundación de Salta, autor desconocido. Cuadro que representa la fundación de Salta en el que se puede diferenciar a Hernando de Lerma y al fray Francisco de Victoria.

La Primera Procesión, Museo de Bellas Artes de Salta, Aristene Papi, 1939. Obra en la que se representa la primera procesión del Milagro, efectuada en 1692 según la tradición.

El primer uso que se le dio a la plaza fue el de la fundación de la ciudad y el establecimiento de la plaza misma el 16 de abril de 1582, cuando Hernando de Lerma y otros pobladores llegados desde Lima se trasladaron al centro del solar que correspondía a la Plaza Mayor y en el fijaron el rollo o árbol llamado de la justicia. Este era un tronco de árbol que se clavaba y servía de símbolo de la justicia que se impartiría en nombre del Rey de Castilla y de las Indias. En él se realizaban las ejecuciones y colocaban los bandos y disposiciones reales. A partir de entonces y hasta el siglo XIX, la plaza fue utilizada como sitio de justicia, de religión, de diversión y de administración.
Durante la época colonial las celebraciones y fiestas más comunes fueron:
- Protocolarias u oficiales:
  - Fijas: Paseo del Real Estandarte en el día de los patronos fundacionales de la ciudad, San Felipe y Santiago.
  - Extraordinarias: nacimientos, muertes, proclamaciones y juras de los reyes, recepción de personajes, creación de instituciones.
- Religiosas: Procesión del Señor y la Virgen del Milagro.
  - Fijas: Corpus Christi,[9] Purísima Concepción, días de los santos, patronos de los templos y conventos, santos titulares de cofradías.
  - Regocijos: corridas de toros, juegos de cañas, bochas, volatineros, teatro, música, etc.

Para cada una de esas situaciones la plaza era adornada con estandartes y con banderas colocadas en ella o en los balcones de los edificios que la circundaban.

#### Durante los siglosXVIIIyXIX
El 10 de noviembre de 1760, de acuerdo a una disposición de una real cédula, las fiestas de proclamación de Carlos III se realizaron con mayor solemnidad de lo habitual.
El 14 de octubre de 1809 se celebró el cumpleaños número 25 del rey Fernando VII. Pero éstas dejarían de verse en los festejos, ya que en 1810 la plaza fue escenario de la Revolución de Mayo en el norte argentino, ya que Salta era la capital de la Intendencia de Salta del Tucumán, que ocupaba los actuales territorios del NOA y parte del NEA. Al anunciarse que las tropas de Napoleón Bonaparte habían destituido al rey Fernando VII, el 19 de julio el gobernador realista Nicolás Severo de Isasmendi llamó a cabildo abierto. Durante aquella deliberación, la plaza estuvo llena de personas esperando que se anunciara la resolución.
En 1815 la plaza estaba llena de gente, ya que se llama a otro cabildo abierto, en el que se nombró como gobernador a Martín Miguel de Güemes.
En 1816, confirmada en Salta la noticia de que el 9 de julio se había declarado la independencia en el Congreso de Tucumán, se celebró la misma en la plaza con un gran acto popular. Hubo grandes desfiles militares que prestaron juramento de defender la independencia y carros triunfales de los distintos barrios desfilaron por la plaza.
Desde 1815 hasta el final de la guerra de independencia la plaza se vistió continuamente de gala para celebrar las victorias del ejército patrio en las batallas.
En 1829 los unitarios festejaron la toma del poder por Juan Lavalle.
En la época de Juan Manuel de Rosas abundaban los elementos decorativos, inscripciones, poesías, columnas, etc; y se incorporaban banderas federales de color rojo punzó, representativo del federalismo, realizándose además desfiles militares.

#### Las ejecuciones
El primer acto que se celebró en la plaza ocurrió durante su fundación en 1580, cuando en ella se estableció el llamado Rollo de la Justicia. Inmediatamente después se colocó una horca y durante más de un siglo se ató a los reos para el castigo que se hacía en forma pública y delante de los niños del colegio que eran aleccionados moralmente por el maestro. Las penas iban de azotes hasta ejecuciones crueles. No existe un registro de las personas que fueron ejecutadas en la plaza.

## Descripción
| Características de la Plaza 9 de Julio | |
| Forma:                                 | Cuadrada |
| Superficie:                            | 10.500 m² aproximadamente                                                                                              |
| Longitud:                              | 100 m de largo por 100 m de ancho                                                                                      |
| Obras de arte:                         | Monumento a Arenales Otras pequeñas esculturas de bronce.                                                              |
| Infraestructura y equipamiento:        | Iluminación, bancos, 2 fuentes de agua, mástil con la bandera argentina, mástil con la bandera de Salta, una glorieta. |
| Especies arbóreas:                     | Palmeras, Jacarandás, Ceibos, Molles, Naranjos, Olivos, entre otras.                                                   |

### La plaza hoy

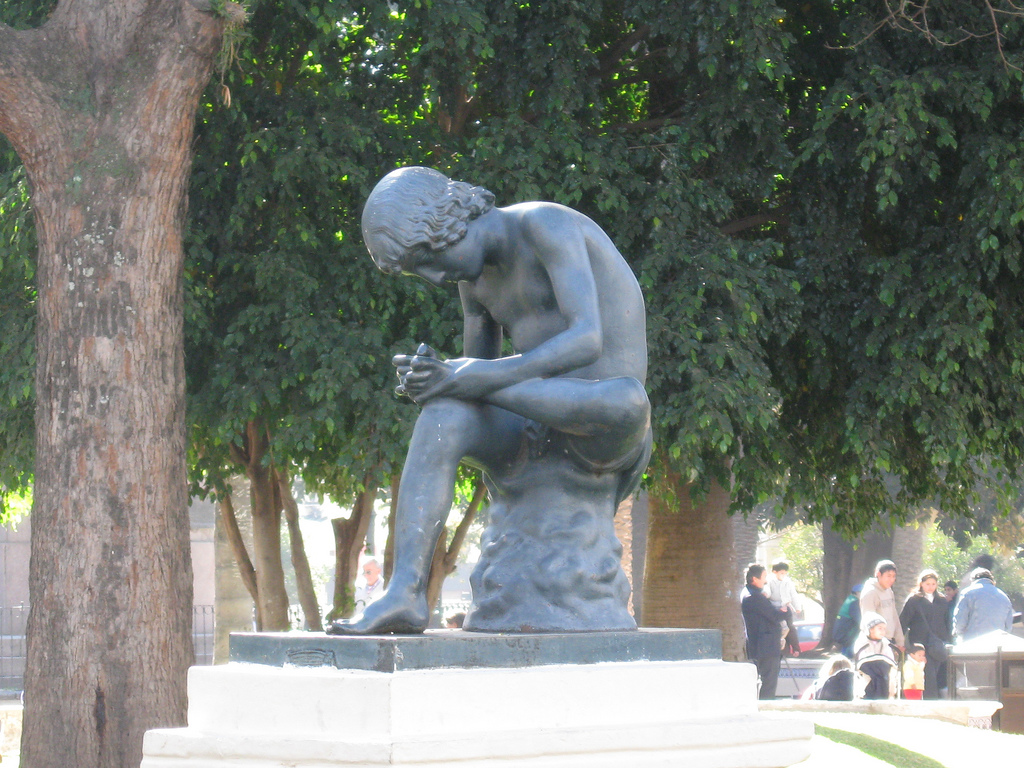
Estatua de la plaza.

Las escenas más comunes en un día de semana en la plaza, cuando no hay manifestaciones, son la de los oficinistas, que suelen trabajar en su mayoría en los bancos e instituciones públicas de la zona, y los peatones que son atraídos por los negocios de ropa principalmente, yendo y viniendo agitadamente contrastando con los distendidos turistas que se sacan fotos y con aquellos que disfrutan una horas de ocio echados en el césped tomando sol. Entre ellos se mezclan los escolares de uniforme o delantal que en contingentes guiados por los docentes visitan los históricos edificios, los vendedores de ambulantes de plantas, ropa y manualidades; y los jubilados y niños dando de comer a las palomas. Estas últimas, que entorpecen el paso a los caminantes, constituyen un elemento depredadas, no sólo de las flores de la plaza sino, con sus deyecciones, de los edificios que la rodean. Sólo las golondrinas logran quitarles algo de espacio.
En cuanto a la vegetación se destacan las especies arbóreas. De estas las más llamativas son las diversas especies de palmeras y flores que rodean los monumentos. También se destacan los ceibos (Erythrina crista-galli) y lapachos (Tabebuia) rosados, blancos y amarillos, de gran talla y amplia y globosa copa. También entre otros hay molles y jacarandás, árbol de gran porte que florece tanto en primavera como en los días más cálidos del verano con flores azul violáceas en racimos.
Las principales obras de arte que se encuentran en ella son tres: el monumento a Arenales que se yergue con sus quince metros de altura en el centro de la plaza, tiene en la cima a Antonio Álvarez de Arenales montado a caballo, y abajo de este hay quince musas, que representan al número de las Provincias Unidas del Río de la Plata. También se destacan las dos fuentes gemelas que fueron traídas en 1910 desde Francia. En el extremo sur hay un mástil con la bandera argentina y otro con la bandera de Salta. En el extremo este, hay una glorieta donde por la noche se bailan tangos y zambas.

### Entorno
Algunos de los más importantes edificios culturales y turísticos en los alrededores de la plaza son:
- Cabildo de Salta: durante siglos fue la máxima autoridad de la ciudad. El cabildo fue vendido a particulares durante la gobernación de Luis Güemes.Parte de su fachada fue demolida para la construcción de una casa de dos plantas estilo francés, quitándole cuatro de sus veintiún arcos. Años después esta casa fue expropiada y demolida para construir la Plazoleta 4 siglos en la cual en 1982 se reprodujeron en la pared del fondo los arcos faltantes del Cabildo y se colocó la estatua del Virrey toledo obra del escultor Mario Vidal Lozano

.
```
Fue restaurado por el arquitecto 
Mario Buschiazzo
 en 1940, para darle una fisonomía similar a la que tenía en 1810. Algunas habitaciones del Cabildo fueron utilizadas durante un tiempo como calabozos, y pueden observarse desde el patio del edificio.
[
19
]
[
20
]
```

- Catedral de Salta: se ubica sobre la calle España, en el solar donde en 1582 Hernando de Lerma instalara la Iglesia Mayor. Desde entonces sufrió muchas modificaciones, la última importante en 1882. Es uno de los edificios más llamativos por su gran fachada, la decoración de su frontón fue realizada entre 1858 y 1882. Si bien su frente es de estilo neobarroco en su interior tiene el aspecto de una iglesia colonial española. Es el santuario del Señor y Virgen del Milagro.[19][20]
- Palacio Arzobispal: Es la residencia del Arzobispo de Salta y la sede administrativa de la Arquidiócesis de Salta.

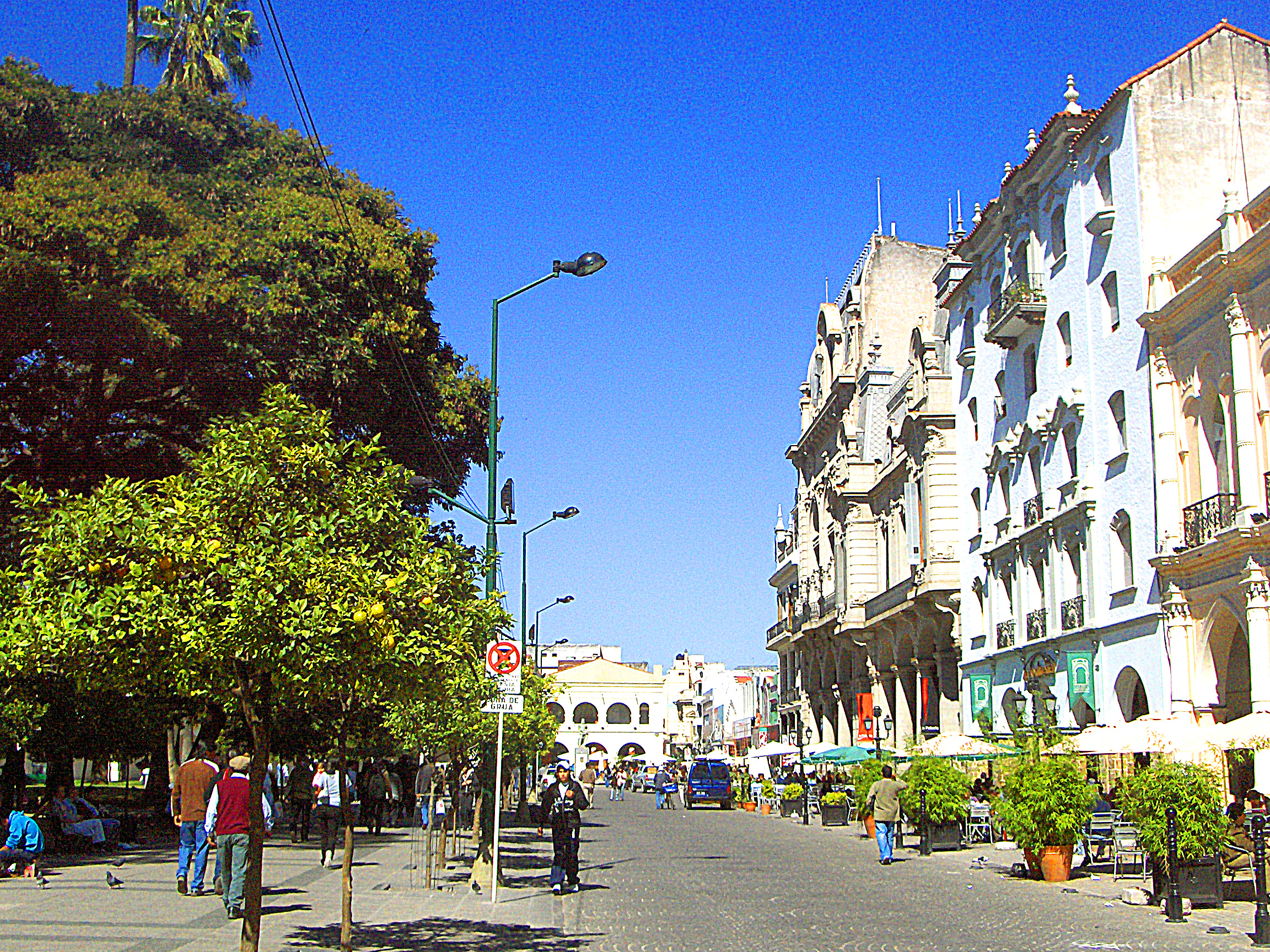
La calle Mitre.

- MAAM: el museo de arqueología de alta montaña (acrónimo: MAAM) funciona en una casona antigua y alberga a unas de las momias mejores conservadas de América y el mundo, las momias del Llullaillaco, que fueron encontradas por un equipo de la BBC en la cordillera de los Andes en el año 1999.[19][20]
- MAC: el museo de arte contemporáneo (acrónimo: MAC) funciona en una antigua casona y fue galardonado como museo del año 2007 por la Asociación Argentina de Críticos de Arte (AACA). Posee una colección en crecimiento permanente que fue aportada por artistas regionales, nacionales y extranjeros, y programas de adquisición como Mutching Founds de Zúrich y donación de Chandon en ArteBA.[19]
- Centro cultural América: Funciona en una casona de estilo francés que fue construida en 1913, funcionó como sede del club 20 de febrero y de la Casa de Gobierno, hasta que en 1987 se le dio su uso actual.